# Noi vrem pământ!
Noi vrem pământ! este o poezie scrisă de George Coșbuc și publicată prima dată în 1894 în revista Vatra și republicată în 1896 în volumul de poezii Fire de tort.